# ピエリ守山
ピエリ守山（ピエリもりやま、英称：Pieri MORIYAMA）は、滋賀県守山市今浜町に所在する滋賀県内最大級のショッピングモール。2014年2月28日に全面リニューアルのため休館し、同年12月17日にリニューアルオープンした。休館時点での正式名称は、琵琶湖クルージングモール ピエリ守山（びわこクルージングモール ピエリもりやま、英称：BIWAKO CRUISING MALL Pieri MORIYAMA）。
大和システム・オウミ都市開発が共同開発し、大和システムが開業から2012年3月までは運営管理していたが、同月kodo.cc（コードードットシーシー）に売却した。2013年8月にマイルストーンターンアラウンドマネジメントがピエリの運営会社の株式を取得し、後にサムティに譲渡された。
外壁はほぼ白色で統一されており、施設全体は豪華客船を模した外観となっている。

## 歴史

### 開店まで
1998年10月から2005年1月まで、伊藤忠商事系の会社が運営していたびわ湖わんわん王国の跡地を、大和システム・オウミ都市開発が2006年12月に取得。類設計室が設計、大林組の施工で、2007年11月に着工。計画・建設時までの仮称は琵琶湖・守山リゾートショッピングセンター、コンセプトは『豊かな自然にかこまれて1日を"クルージング"』としていた。
大和システム単独で運営する施設として2008年9月18日に仮開業ののち、同年9月20日に正式に開業した。開業当初の核テナントは、食品スーパーのバロー、スポーツ用品店ヒマラヤ、靴販売店のABCマートなどで、約200の専門店で構成されるショッピングセンターとして開設し、開店時点の目標として年間来客数を約900万人・同売上を約180億円と見込んでいた。ピエリ守山の開業は近隣地区での大型店開業ラッシュの皮切りとなり、約2ヶ月後にはイオンモール草津やフォレオ大津一里山などが開業している。

### 開業後の不振
開店前後にリーマン・ショックが発生。売却予定の延期と、その後の売却解約により、2010年10月の大和システム破綻につながった。
開業時は約200の店舗があった。景気の悪化やその後開業・増築した周囲の大型商業施設との競合で店舗数の減少が進み、売却報道がされた2012年3月時点で約70店舗、2013年2月時点で約60店舗に減少。同年9月23日限りでサンマルクカフェとアクアネームが閉店したことで8店舗、同年11月4日時点では4店舗にまで減少した。開業時にあった、バロー、ダイソー、無印良品などの多くの店舗が大量に閉店した。
照明が明るく点灯しエスカレーターなどの各種設備も作動している一方で、大半の店舗スペースが空き店舗となり、買物客も少なく閑散としたデッドモールぶりがインターネット上で話題を呼び、「明るい廃墟」「生きる廃墟」「ネオ廃墟」などと呼ばれるようになった。

### 経営主体の変更とリニューアル
2010年に民事再生法適用を申請していた大和システムは2012年1月、三重県の企業であるkodo.ccにピエリ守山を売却した。kodo.ccは施設を改装しスーパーマーケット、ホームセンター等の誘致を検討するとして、ホームセンターのアヤハディオと食品スーパーのハッピーテラダが出店することで合意を締結し、同年初夏に出店すると2013年2月に発表した。しかし、2013年9月のJ-CASTの報道によると「最終的な契約に至らなかった」とし、出店が白紙になったことが明らかになった。
2013年9月25日付で、マイルストーンターンアラウンドマネジメントが、ピエリ運営会社のピエリパートナーズ株式を取得したことを発表し、同社はピエリ守山を「魅力的な商業施設として再生する」と発表した。また同日、マイルストーンターンアラウンドマネジメントとサムティが、ピエリの資産を運営するアンビエントガーデン守山に出資することも発表した。2013年10月2日から3日にかけての報道によると、2014年末から2015年初めにかけて100店から200店規模のショッピングセンターとしてリニューアルオープンする方針とされ、そのためのテナント誘致を計画していた。
2014年秋の改装オープンに向け、一部営業中の店舗につながる通路以外を閉鎖し、部分営業に移行の後、2014年2月28日に全店が閉店し、リニューアル工事を開始した。同年5月にはZARA、Bershkaといった人気ファッションブランドが「ピエリ守山店」の開設に向けた募集を開始しており、再オープンに向けたテナント誘致が進められていた。その後、マイルストーンターンアラウンドマネジメントがアンビエントガーデン守山への出資分を全てサムティに譲渡したため、サムティの単独出資となり、最終的に双日商業開発が運営会社となる形で2014年12月17日にオープンすることが決定した。
リニューアルオープンから1年後の時点ではテナントは110店舗となり、ライブ型のイベントには約3000人の集客があるなど、賑わいを取り戻している。2015年9月には店内に消費税免税手続き代行カウンターを設置し、外国人観光客の誘致と購買額の向上に取り組んでいる。
2018年11月30日に双日商業開発がサムティ連結子会社の合同会社アンビエントガーデン守山から不動産信託受益権を取得した。
2020年2月現在、いわゆるファストファッションを代表する「H&M」・「ZARA」・「GAP」・「Bershka」・「Stradivarius」等が入店し、訪日観光客向けの免税カウンターが設置されている。また、「びわこスカイアドベンチャー」など屋内外の体験型施設やスーパー銭湯の「水春」が開設され、県内外の家族連れにも人気である。

## 沿革
- 2007年（平成19年）11月 - 大林組により建物工事を着工。
- 2008年（平成20年）
  - 8月18日 - 開業日を9月20日と発表。
  - 9月18日 - プレオープン。
  - 9月20日 - 第1期開業。
- 2012年（平成24年）1月 - kodo.ccに売却。
- 2013年（平成25年）8月 - マイルストーンターンアラウンドマネジメントが運営会社の株式を取得。
- 2014年（平成26年）
  - 2月14日 - リニューアル工事のため営業中の3店舗に通じる通路以外を閉鎖。
  - 2月28日 - 全店舗が閉店。
  - 12月17日 - リニューアルオープン。
- 2015年（平成27年）
  - 4月4日 - びわこスカイアドベンチャー（有料屋外アスレチック）がオープン。
  - 9月1日 - 消費税免税手続き代行カウンターを設置。
- 2024年（令和6年）
  - 7月29日 - 滋賀県の新球団設立準備室（のちのSHIGA HIJUMPS）が2階ジャンプスタジオ内に発足。

## フロア構成
開業当初のフロア構成は以下のとおり。
- 1F - 専門店街、テラス、ピエリ守山港（かつて琵琶湖汽船の遊覧船が寄港していた）
- 2F - 専門店街、フードコート、レストラン街、展望テラス
- RF - 屋上駐車場
- R2F - 虹の展望台（屋上展望デッキ）

屋上展望デッキには琵琶湖を眺めることができるテラスが設けられた。
2014年2月14日より、当時残っていた3店舗に直接つながる部分以外の施設を閉鎖した部分営業に移行した。これにより施設のほとんどに一般客が立ち入ることができなくなった。同年2月28日に改修工事のため、12月16日まで休館となった。
リニューアル後は全フロアが使用されている。

## 開業当初の主なテナント
- バロー
- ヒマラヤ
- ザ・ダイソー
- 無印良品
- ABC-MART
- 未来屋書店
- ドラッグセガミ
- サンマルクカフェ
- ジュピター
- カーテンじゅうたん王国

## 立地

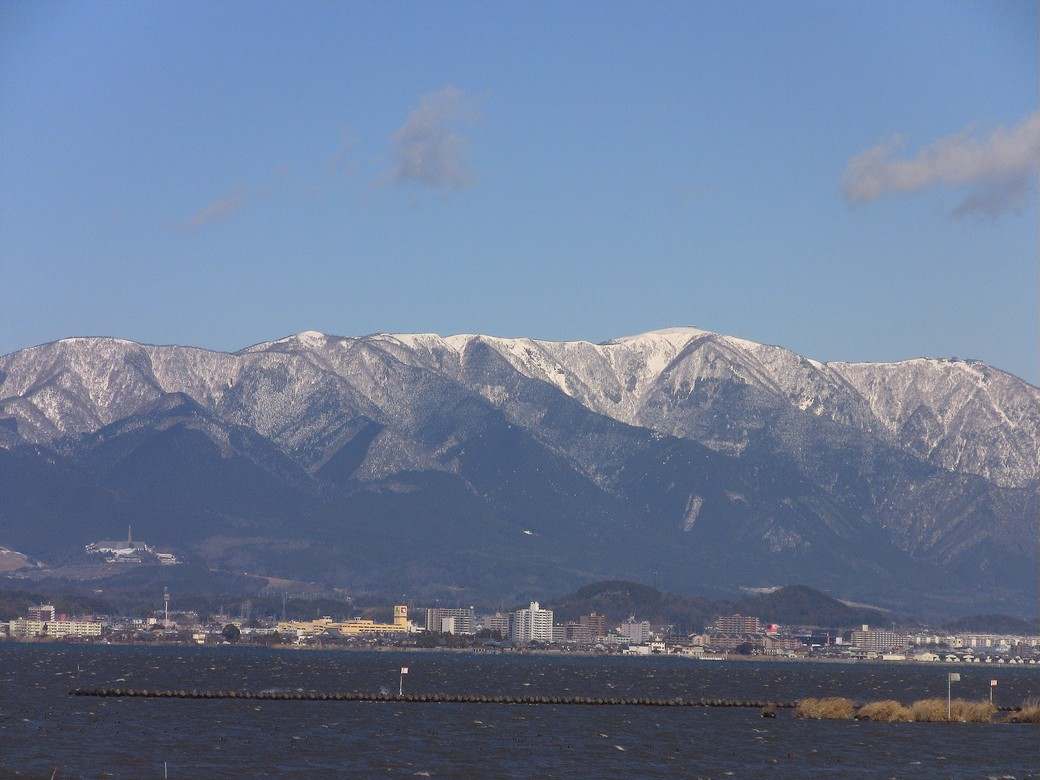
当施設からは琵琶湖や比良山の景観が広がる

琵琶湖大橋および滋賀県道559号（湖岸道路）沿いに立地している。開業前に休日の来店車両を11,000台と予測したモール側は、琵琶湖大橋東詰交差点や湖岸道路を経由せずに直接駐車場へ出入りできるよう立体交差道路を新設、店舗周辺道路の車線拡幅を行った。
2009年時点で、当時の報道で滋賀県南部は京都市や大阪市のベッドタウンとしてマンション建設が相次き、人口が増加していた。2008年から2010年にかけて、滋賀県南部で大型店の出店ラッシュになっていた。
当モールが開業した2008年秋季は、滋賀県南部を中心に多数の複合商業施設が開業またはリニューアルを行っている。
琵琶湖大橋の片道通行料は、普通車で従来の200円から2016年4月1日から150円に値下げされた。2019年春を目途に更にETC割引により値下げされる予定である。
| 施設名             | 開店日                | 核テナント （当時） | 店舗数                    | 予想来場者数            |
| ------------------ | --------------------- | ------------------- | ------------------------- | ----------------------- |
| ピエリ守山         | 9月20日               |                     | 専門店196店               | 平日2 - 3万人 休日5万人 |
| イオンモール草津   | 11月26日              | サティ              | 専門店186店               | 平日2万人 休日5万人     |
| エイスクエア       | 11月14日 リニューアル | アル・プラザ草津    | 核テナント3店 専門店34店  | 平日2.2万人 休日3.5万人 |
| フォレオ大津一里山 | 11月21日              |                     | 核テナント5店 専門店100店 | 平日1万人 休日2万人     |
| アル・プラザ堅田   | 11月28日              | アル・プラザ        | アル・プラザと 専門店60店 | 平日7000人 休日9000人   |

表の出典 - 
当モール及びその周辺宿泊施設は、琵琶湖の北湖と南湖をまたぐ琵琶湖大橋のそばに立地していることから、近年、人気が上昇しているビワイチと呼ばれる自転車による琵琶湖一周の拠点としても適しており、守山市は、乗用車でのアクセスの際の駐車場所として推奨している。

## 交通アクセス

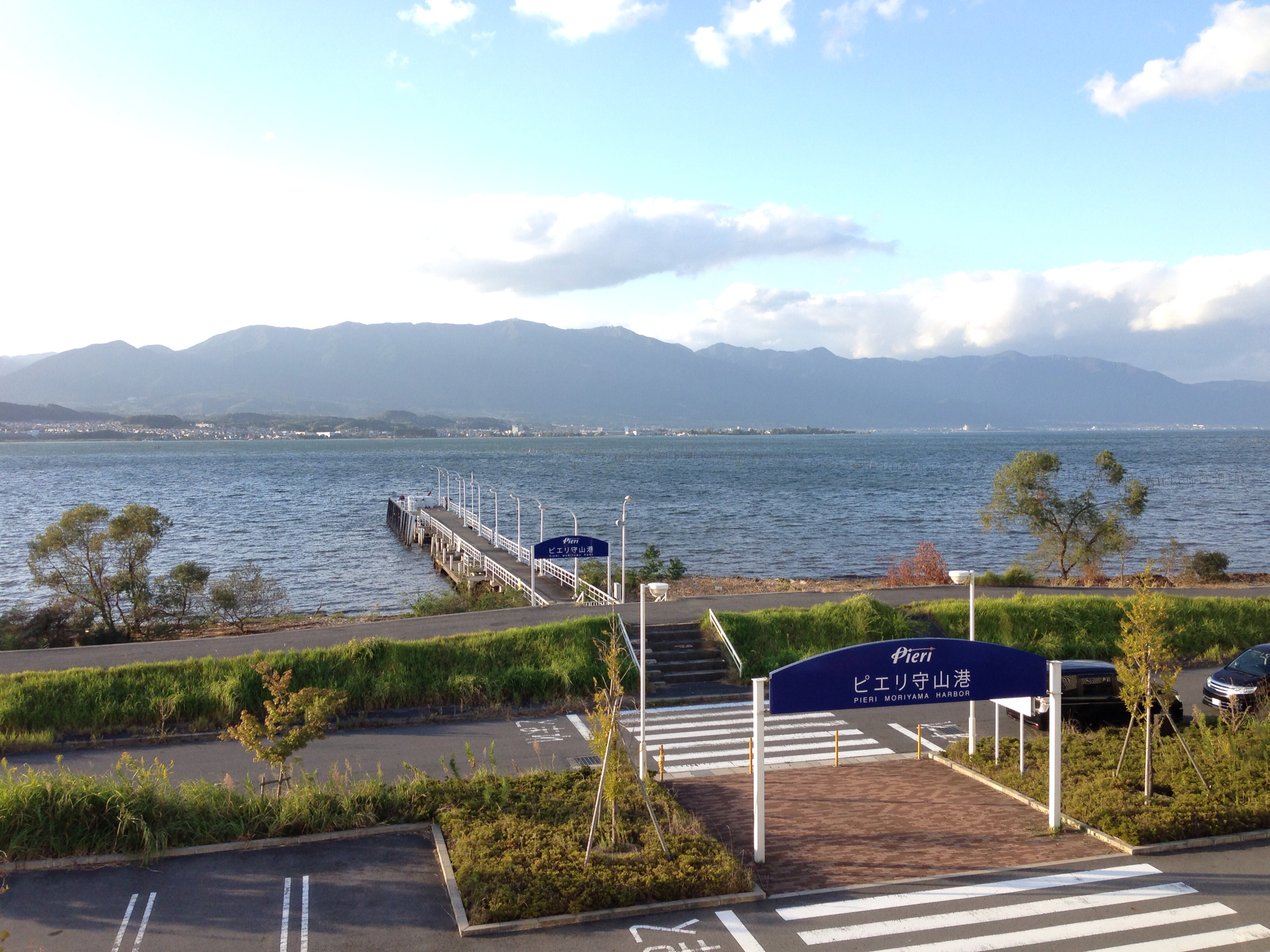
ピエリ守山港（2014年撮影）

### 公共交通機関
- 西日本旅客鉄道（JR西日本）
  - 琵琶湖線（東海道本線）守山駅より近江鉄道バス 琵琶湖マリオットホテル行きで「ピエリ守山」停留所下車。
  - 湖西線 堅田駅より近江鉄道バスまたは江若交通 守山駅行きで「琵琶湖大橋東詰」停留所下車。
  - 路線バスとは別に、ピエリ守山が中型バスで運行する無料シャトルバスも両駅から1時間1往復運行。

### 自動車
- 国道477号利用の場合、琵琶湖大橋料金所付近より。
- 湖岸道路（滋賀県道559号近江八幡大津線）利用の場合、琵琶湖大橋東詰交差点を北上。

いずれも、施設駐車場へは各方面から左折で入場できる。

### 船舶
- 当モール内に「ピエリ守山港」があり、かつては後述する「琵琶湖大橋クルーズ」の遊覧船が寄港していた。2014年時点でも、近江トラベル（近江鉄道系）の観光船が近隣でイベントが開催される際に寄港することがある[37]。
- 琵琶湖汽船「琵琶湖大橋クルーズ」の遊覧船が、対岸にある琵琶湖大橋港に寄港する。

## イメージキャラクター
オープン時には「ゲンゴくん」（ゲンゴロウブナ）、「アユちゃん」（アユ）、「ナズマ船長」（ビワコオオナマズ）など、琵琶湖に生息する生物を模したイメージキャラクターが設定された。毎週土・日曜日にはイメージキャラクターが館内を練り歩く「ピエリ・オールスターズパレード」が実施されていた。これは、2013年9月1日を最後に休止している。
リニューアルオープンに伴い、元AKB48で現在はモデルの光宗薫がイメージキャラクターに起用されている。イメージキャラクターのうちゲンゴはいなくなり、アユとナズマ船長改めナズマ館長の2キャラはデザインリニューアルによる新規の着ぐるみを投入して、引き続きイメージキャラクターとなり、ツイッターでピエリの広報をおこなっている。キャラクターのツイッターはリニューアルオープンに先立つ2014年10月より開始されたが、特に自虐的な内容を綴ったアユのツイートは開始から3日でフォロワーが3000人を超える人気となったと報じられた。
その後も2015年のエイプリルフールに際して、ピエリ守山が再び閉店・廃墟になったというツイートを載せたりしている。2015年には「バスコ」（ブラックバス）というキャラクターが追加され、Twitterアカウントも開設されたが、同年11月にマツコ・デラックスが自身に似ていることを困惑する事態があり、その後キャラクターの存在が抹消されている。
アユは2019年7月14日のツイートで、同月末をもって公式キャラクターを引退することを明らかにした。